# Eatoniella subgoniostoma
Eatoniella subgoniostoma is een slakkensoort uit de familie van de Eatoniellidae. De wetenschappelijke naam van de soort is voor het eerst geldig gepubliceerd in 1908 door Strebel.